# Orbita Zaporoże
Orbita Zaporoże – żeński klub piłki siatkowej z Ukrainy. Swoją siedzibę ma w Zaporożu od 1972.

## Sukcesy
Puchar ZSRR:
- 1985

Mistrzostwo ZSRR:
- 1989

Puchar CEV:
- 1990
- 1995

Mistrzostwo Ukrainy:
- 1993
- 1992, 1994, 1995, 1998, 2003, 2004, 2016, 2019
- 1996, 2002, 2007, 2013, 2014, 2015, 2021

Puchar Ukrainy:
- 1993